# إيليا زوبكوف
إيليا زوبكوف (بالأوكرانية: Зубков Ілля Дмитрович)‏ هو لاعب كرة قدم أوكراني في مركز الهجوم، ولد في 21 أبريل 1998 في أوكرانيا. لعب مع FC Dynamo-2 Kyiv ‏.

## وصلات خارجية
- إيليا زوبكوف على موقع اتحاد أوكرانيا (الإنجليزية)
- إيليا زوبكوف على موقع Soccerway.com (الإنجليزية)
- إيليا زوبكوف على موقع عالم كرة القدم.نت (الإنجليزية)